# 惣川村
惣川村（そうがわむら）はかつて愛媛県東宇和郡にあった村である。四国山地に位置する山村。1955年（昭和30年）の昭和の合併により自治体としては廃止となった。

## 地理
現在の西予市の東端にあたる地域。四国カルスト（大野ヶ原）を擁し、舟戸川沿いに渓谷が広がる。
地名の由来
- 「惣川」自体の由来は不詳だが、もともとは「相川」、「総川」などとも表記されていた。
- 旧浮穴村のうち小屋地区に関しては、「山を越える」の「越え」がだんだんなまって小屋になったといわれている。

## 歴史
安土桃山時代以前
- 土師器が出土していることなどから、少なくとも5世紀頃には人が定住していたようである。
- 10世紀ごろに藤原純友の乱を鎮圧した橘遠保の勢力下にはいる。
- 1236年、西園寺氏の支配下にはいる。
- 1572年、大野ヶ原付近の笹が峠で大野直昌が長宗我部元親の軍勢を破る（笹が峠の戦い）。

藩政期
- 惣川村は宇和島藩、浮穴村は伊予松山藩、次いで大洲藩に組み入れられる。
- 1658年、庄屋土居通政（どいみちまさ、伊予国の豪族河野氏の末裔）が白髭村（しらひげ、現在の西予市野村町白髭）から惣川村への転勤を命じられる。これ以降、10代にわたってこの地を治める。

### 自治体としての沿革
- 1889年 - 明治の町村制施行により、東宇和郡の一つとなる。
- 1943年 - 上浮穴郡浮穴村の一部の地区「小屋」を編入し、大字小屋を設置。
- 1955年 - 中筋村、渓筋村、野村町、貝吹村（一部）、横林村（一部）と合併して野村町となり自治体としては消滅した。

```
惣川村の系譜
（町村制実施以前の村）　（明治期）　　　　　　　　　　　（昭和の合併）　　　　（平成の合併）
　　　　　　　　　　　　町村制施行時

　　　　　　　　　　　　　　　　　　　　　　　う　　　　　　　　　　　　　　　　　　　　か
小屋　━━━━━━　浮穴村　━━━━━━━━━┳━━━　河辺村　━━━━━━━━━━　大洲市
　　　　　　　　　　　　　　　　　　　　　　　┃
惣川　━━━━━━　惣川村　━━━━━━━━━┻━━┓
　　　　　　　　　　中筋村　━━━━━━━━━━━━┫
　　　　　　　　　　渓筋村　━━━━━━━━━━━━┫
　　　　　　　　　　　　　　　　　　　　　い　　　　┃　　　　え
　　　　　　　　　　　野村　━━━┳━　野村町　━━╋━━　野村町　━━━━┓
　　　　　　　　　　　　　　　　あ┃　　　　　　　　┃　　　　　　　　　　　┃
　　　　　　　　　　渓筋村　━━━┻━━━━━━━━┫　　　　　　　　　　　┃
　　　　　　　　　　貝吹村　━━━━━━━━━━━━┫　　　　　　　　　　　┃
　　　　　　　　　　横林村　━━━━━━━━━━━━┛　　　　　　　　　　　┃　　　お
　　　　　　　　　　　　　　　　　　　　　　　　　　　　　　　　　　　　　　┣━　西予市
　　　　　　　　　　　　　　　　　　　　　　　　　　　　　　明浜町　━━━━┫
　　　　　　　　　　　　　　　　　　　　　　　　　　　　　　宇和町　━━━━┫
　　　　　　　　　　　　　　　　　　　　　　　　　　　　　　城川町　━━━━┫
　　　　　　　　　　　　　　　　　　　　　　　　　　　　　　三瓶町　━━━━┛

あ - 大正3年1月1日、渓筋村大字四郎谷字馬地を野村へ境界変更
い - 大正11年1月1日、町制
う - 昭和18年4月1日浮穴村のうち大字小屋を惣川村に編入、その他を河辺村に編入
え - 昭和30年2月11日、合併
お - 平成16年4月1日、合併
か - 平成17年1月11日、旧大洲市、長浜町、肱川町と合併
（注記）野村等の旧村の状況、明浜町以下の昭和の合併以前の系譜はそれぞれの記事を参照のこと。

```

## 文化
- 1827年に建築された土居家（萱葺き民家交流館）があり、1968年には野村町（当時）の有形文化財となった[1]。

## 出身者
- 玉春日良二（同地区出身の力士で、最高位は関脇である。楯山を経て片男波に襲名した）